# Anion
Ein Anion [ˈanioːn] (sprich: An-ion; von altgriechisch ἀνιόν anión, deutsch ‚das Hinaufsteigende‘, Partizip Präsens Aktiv Neutrum zu altgriechisch ἀνιέναι aniénai, deutsch ‚hinaufsteigen‘) bezeichnet in der Chemie ein negativ geladenes Ion. Die Bezeichnung verweist darauf, dass es sich im elektrischen Feld, etwa bei einer Elektrolyse, stets zur positiv geladenen Anode hin bewegt. Anionen entstehen aus Atomen oder Molekülen durch Elektronenaufnahme oder Abgabe von Wasserstoff-Ionen H+ (Protonen).
Anionen, z. B. Oxid- (O2−) oder Sulfid-Anionen (S2−), können durch Kombination mit verschiedenen Kationen vielfältige Verbindungen bilden. Daher leiten sich von den einzelnen Anionen jeweils ganze Verbindungsklassen ab, in diesem Beispiel die Oxide und Sulfide, die viele Erze und Gesteine bilden und daher in der Mineralogie und Metallurgie besonders wichtig sind.
Auch alle Salze bestehen stets aus Kationen und Anionen, nach denen sie sich in die entsprechenden Stoffklassen wie Sulfate, Carbonate, Chloride usw. einteilen lassen. Der Begriff Sulfat hat also in diesem Zusammenhang zwei Aspekte: Er steht einmal für ein einzelnes Sulfat-Ion, zum anderen aber auch für die Verbindungsklasse der Sulfate.
Zur qualitativen Identifikation von Anionen in Lösungen stehen in der Chemie Anionennachweise sowie moderne Laborgeräte und Methoden der instrumentellen Analytik zur Verfügung.
Da fast jedes Atom oder Molekül unter geeigneten Bedingungen negativ geladen werden kann, gibt es sehr viele mögliche Anionen. In der nachfolgenden Liste sind daher nur Anionen aufgeführt, von denen sich wichtige Stoffklassen ableiten.

## Säurerest-Ionen
Säurerest-Ionen bzw. Säurereste leiten sich von den jeweiligen Säuren ab. Nach folgendem Schema gibt eine Säure HnA Protonen ab und es entsteht ein Säurerest An−:
{\displaystyle \mathrm {H_{n}A\rightleftharpoons n\ H^{+}+A^{n-}} }
Dieses Schema beschreibt eine Dissoziation und keine Reaktion in einer Lösung.
Neben den vollständig deprotonierten Ionen wie S2−, SO42− und CO32− werden in der Literatur auch unvollständig deprotonierte Ionen wie HCO3− als Säurerest bezeichnet.

## Einfache Element-Anionen
Nach den Regeln der chemischen Nomenklatur endet der Name solcher Anionen, die sich vor allem in binären, d. h. nur aus zwei Elementen bestehenden Verbindungen finden, auf -id. Bei der Benennung dieser Verbindungen, z. B. Natriumchlorid, wird der kationische Teil dabei stets zuerst, der anionische Teil dagegen stets zuletzt genannt.

### Anionen der 7. Hauptgruppe
- Halogenid X−
  - Fluorid F−
  - Chlorid Cl−
  - Bromid Br−
  - Iodid I−
  - Astatid At−
- Triiodid(1−) I3−

### Anionen der 6. Hauptgruppe
- Hydroxid OH−
- Oxid O2−
- Hyperoxid O2−
- Peroxid O22−
- Ozonid O3−
- Hydrogensulfid HS−
- Sulfid S2−
- Disulfid S22−
- Selenid Se2−
- Diselenid Se22−
- Tellurid Te2−
- Polonid Po2−

### Anionen der 5. Hauptgruppe
- Nitrid N3−
- Phosphid P3−
- Arsenid As3−
- Antimonid Sb3−
- Bismutid Bi3−

### Anionen der 4. Hauptgruppe
- Carbid C4−
- Silicid Si4−
- Germanid Ge4−

### Anionen der 3. Hauptgruppe
- Borid Bx−

### Anionen der 1. Hauptgruppe(*)
- Hydrid H−
- Alkalide

### Sonstige Element-Anionen
- Zintl-Phasen
- Auride Au−
- Platinid Pt2−

(*) Von der zweiten Hauptgruppe sind keine stabilen Element-Anionen bekannt, lediglich einige intermetallische Phasen mit elektropositiveren Metallen wie die Beryllide MxBey.

## Komplexe Anionen

### Sauerstoffhaltige Molekülanionen
Nach den Regeln der chemischen Nomenklatur enden die Namen solcher Anionen i. d. R. auf -it oder -at, wobei zur Unterscheidung der verschiedenen Oxidationsstufen des Zentralatoms verschiedene Präfixe wie hypo- (deutsch unter-) oder per- (deutsch über-) hinzukommen können.
Eine weitere, allerdings bei Anionen dieses Typs eher unübliche Bezeichnungsweise ist die nach den Regeln der Komplexchemie, bei denen man Verbindungen mit sauerstoffhaltigen Molekülanionen als Oxo-Verbindungen bezeichnet und deren Sauerstoffatome wie freie Liganden behandelt, so dass z. B. Sulfite als Trioxosulfate, Sulfate als Tetraoxosulfate usw. bezeichnet werden.

### 8. Hauptgruppe
- Hydrogenxenat HXeO4−
- Xenat XeO42−
- Perxenat XeO64−

### 7. Hauptgruppe
- Hypochlorit ClO−
- Chlorit ClO2−
- Chlorat ClO3−
- Perchlorat ClO4−
- Hypobromit BrO−
- Bromit BrO2−
- Bromat BrO3−
- Perbromat BrO4−
- Hypoiodit IO−
- Iodit IO2−
- Iodat IO3−
- Periodat IO4−

### 6. Hauptgruppe
- Hydrogensulfit HSO3−
- Sulfit SO32−
- Hydrogensulfat HSO4−
- Sulfat SO42−
- Thiosulfat S2O32−
- Dithionat S2O62−
- Peroxodisulfat S2O82−
- Selenit SeO32−
- Selenat SeO42−
- Tellurat TeO42−

### 5. Hauptgruppe
- Hyponitrit NO−
- Nitrit NO2−
- Nitrat NO3−
- Dihydrogenphosphat H2PO4−
- Hydrogenphosphat HPO42−
- Phosphat PO43−
- Arsenat AsO43−
- Antimonat SbO43−

### 4. Hauptgruppe
- Hydrogencarbonat HCO3−
- Carbonat CO32−
- Silikat SiO44−
- Germanat GeO44−
- Stannate SnO32−

### 3. Hauptgruppe
- Borat BO33− bzw. B4O72−
- Aluminate

### Nebengruppen
- Chromat CrO42−
- Dichromat Cr2O72−
- Molybdat MoO42−
- Niobat NbO3−
- Permanganat MnO4−
- Perrhenat ReO4−
- Rhenat ReO42−
- Tantalat TaO3−
- Technetat TcO42−
- Pertechnetat TcO4−
- Titanat TiO32−
- Wolframat WO42−
- Zirconat

### Weitere Molekül-Anionen
Die Regeln der chemischen Nomenklatur sind hier uneinheitlich – der Name mancher dieser Anionen endet wie bei Element-Anionen auf -id, der Name anderer dagegen auf -at:
- Cyanat OCN−
- Thiocyanat SCN−
- Cyanid CN−
- Amide NH2−
- Azid N3−

### Halogenkomplexe
- Tetrachloroaurat AuCl4−
- Tetrachloroaluminat AlCl4−
- Tetrafluoroborat BF4−
- Hexachlorophosphat PCl6−
- Hexachloroplatinat PtCl62−
- Hexachloroosmat OsCl62−
- Hexachloroiridat IrCl62−
- Hexafluoroantimonat SbF6−
- Hexafluoroarsenat AsF6−
- Hexafluorophosphat PF6−
- Hexafluorosilicat SiF62−
- Hexafluorotitanat TiF62−
- Hexafluorozirconat ZrF62−

## Organische Anionen
Folgende Namen bezeichnen Anion und Salz der angegebenen Säure:
- Acetat (Essigsäure)
- Butyrat (Buttersäure)
- Citrat (Zitronensäure)
- Formiat (Ameisensäure)
- Fumarat (Fumarsäure)
- Glutarat (Glutarsäure)
- Lactat (Milchsäure)
- Malat (Äpfelsäure)
- Malonat (Malonsäure)
- Oxalat (Oxalsäure)
- Pyruvat (Brenztraubensäure)
- Tartrat (Weinsäure)

## Weitere Anionen
Auch freie Elektronen können als Anionen fungieren. Die entsprechenden Salze, die unter Verwendung entsprechend starker Komplexbildner (genauer: Kryptanden) kristallisiert werden können, werden als Elektride bezeichnet.
Des Weiteren sind auch Superatom-Anionen bekannt.